# Vivaldi-Koalition
Vivaldi-Koalition ist eine Bezeichnung für eine der möglichen Koalitionen nach der Parlamentswahl in Belgien 2019. Der Name wurde damit begründet, dass die Anzahl der beteiligten politischen Strömungen sowie deren Farben – Christdemokraten (orange), Grüne (grün), Liberale (blau) und Sozialisten (rot) – an die Die vier Jahreszeiten von Antonio Vivaldi erinnern würde.
Der Begriff erschien erstmals im Dezember 2019 in der wallonischen Zeitung La Libre Belgique. Ende September 2020, 493 Tage nach der Wahl, wurde mit der Bildung der Regierung De Croo eine solche aus sieben Parteien (Open VLD, MR, PS, sp.a, CD&V, Ecolo und Groen) bestehende Vivaldi-Koalition Realität.
Eine vergleichbare Koalition aus CDU (schwarz), SPD (rot), FDP (gelb) und Grünen (grün) wird in Deutschland ganz vereinzelt als Simbabwe-Koalition oder Ghana-Koalition bezeichnet, nach den Farben der Flagge Simbabwes und der Flagge Ghanas.